# Charles-Barnabé Sageret
Pour les articles homonymes, voir Sageret.
Charles-Barnabé Sageret, né le 18 avril 1757 à Paris où il est mort le 10 septembre 1803, est un entrepreneur de spectacles français actif durant le Directoire et le Consulat.

## Biographie
Charles-Barnabé Sageret a été propriétaire du Théâtre Feydeau, du Théâtre de la République et du théâtre de l'Odéon avant de perdre successivement les titres de propriétés de ces salles de spectacles en 1799.